# Mercedes-Benz W01 e W14
Le sigle W01 e W14 identificano due prototipi di autovetture di fascia medio-bassa realizzati rispettivamente nel 1926 e nel 1928 dalla Casa tedesca Mercedes-Benz.

## Profilo e caratteristiche
Nella mente di Ferdinand Porsche, questi due prototipi dovevano prefigurare un modello da cinque cavalli fiscali e di potenza oltre i 20 CV, che andasse a riprendere l'eredità del modello Mercedes 8/22 PS, non più in listino dal 1921. Ma per diverse ragioni, i prototipi dei due modelli non ebbero alcun seguito produttivo. Per un modello Mercedes-Benz di fascia medio-bassa ci sarebbero voluti altri anni, fino al 1934, anno in cui venne lanciata la 130H.
Di seguito viene illustrato un breve profilo dei due prototipi, che in realtà non furono solamente due, poiché ne vennero realizzati più esemplari per ognuno.

### Typ 140 5/25 PS (W01)
La Typ 140 è stata realizzata in otto esemplari, carrozzati in parte come torpedo e in parte come limousine. Si tratta dei prototipi accomunati dalla sigla di progetto W01. Le dimensioni erano piuttosto compatte, specialmente considerando gli ingombri medi delle Mercedes-Benz di allora. I suoi 3,94 m di lunghezza l'avrebbero posta decisamente alla base della gamma Mercedes-Benz, se fosse stata lanciata sul mercato. 

La Typ 140 W01 era equipaggiata da un piccolo 6 cilindri in linea da 1392 cm³, con distribuzione a valvole laterali, in grado di erogare una potenza massima di 25 CV a 3100 giri/min e di spingere la vettura ad 88 km/h di velocità massima.
Il resto della meccanica prevedeva un cambio a tre marce, la trazione posteriore e le sospensioni ad assale rigido con molle a balestra.
La presentazione della Typ 140 doveva avvenire al Salone dell'automobile di Berlino del 1926. I vertici Mercedes-Benz, inizialmente soddisfatti della vettura, cambiarono però idea all'ultimo momento, considerando i contenuti tecnici della vettura privi di interesse e tutt'altro che promettenti.
Non vi fu quindi alcuna presentazione ed il progetto W01 venne archiviato.

### Typ 130 5/25 PS (W14)
Dal progetto W01 l'ingegnere Ferdinand Porsche derivò nel 1928 il progetto W14, che diede origine a ben 28 prototipi. Meccanicamente vi furono molte differenze, primo fra tutti il motore, non più a 6 ma a 4 cilindri in linea, con una cilindrata di 1280 cm³. La potenza massima rimase invariata, ma veniva raggiunta a 3300 giri/min. Nuovo anche il cambio a 4 marce, mentre leggermente inferiore era l'allungo, pari ad 84 km/h.
Questa volta i dirigenti della Casa tedesca furono molto più convinti e sicuri dell'operato del loro vulcanico progettista capo, tanto che stavano già imbastendo l'avvio della commercializzazione, prevedendo una produzione media mensile di 1000 esemplari al mese. Ma quando si arrivò a constatare gli effettivi guadagni rispetto agli investimenti, ci si accorse che il progetto era decisamente antieconomico. Così anche il progetto W14 venne definitivamente accantonato.